# 和歌山県道127号中尾名手市場線
和歌山県道127号中尾名手市場線（わかやまけんどう127ごう なかおなていちばせん）は、和歌山県紀の川市を通る一般県道である。

## 概要
紀の川市平野から紀の川市名手市場に至る。
平野部周辺では大部分が2車線だが、山間部ではセンターラインのない1車線となる。また、橋本・伊都地方から和泉葛城山への道としても利用されている。

### 路線データ
- 起点：和歌山県紀の川市平野
- 終点：和歌山県紀の川市名手市場（小島交差点、国道24号交点、和歌山県道120号上鞆淵那賀線終点）
- 実延長：7.430 km

## 地理

### 通過する自治体
- 紀の川市

### 交差する道路
| 交差する道路                         | 交差する場所 | 交差する場所      |
| ------------------------------------ | ------------ | ----------------- |
| 紀ノ川広域農道                       | 切畑         |                   |
| E24 京奈和自動車道 / 紀北東道路      | 切畑         | [ 注釈 1 ]        |
| 和歌山県道126号粉河那賀線            | 江川中       |                   |
| 国道24号 和歌山県道120号上鞆淵那賀線 | 名手市場     | 小島交差点 / 終点 |

### 交差する鉄道
- 和歌山線

### 沿線
- 和歌山県立高等看護学院
- 青洲の里
- 紀の川市立那賀中学校